# Mohamed Salah Abou-Greisha
Mohamed Salah Abou-Greisha (ar. محمد صلاح أبو جريشه; ur. 11 stycznia 1970 w Ismailii) – egipski piłkarz grający na pozycji napastnika. W swojej karierze rozegrał 31 meczów i strzelił 2 gole w reprezentacji Egiptu.

## Kariera klubowa
Swoją karierę piłkarską Abou-Greisha rozpoczął w klubie Ismaily SC. W 1988 roku zadebiutował w jego barwach w pierwszej lidze egipskiej i grał w nim do 2003 roku. Z klubem tym wywalczył dwa mistrzostwa Egiptu w sezonach 1990/1991 oraz 2001/2002, trzy wicemistrzostwa w sezonach 1991/1992, 1993/1994 i 1999/2000. Zdobył też dwa Puchary Egiptu w sezonach 1996/1997 i 1999/2000. W sezonie 1995/1996 został królem strzelców egipskiej ligi z 14 golami na koncie.
W sezonie 2003/2004 Abou-Greisha grał w Haras El-Hodood SC, w sezonie 2004/2005 w kuwejckim Al-Tadamon SC, a w latach 2005-2007 ponownie w Ismaily SC.

## Kariera reprezentacyjna
W reprezentacji Egiptu Abou-Greisha zadebiutował 3 grudnia 1991 w wygranym 4:0 towarzyskim meczu z Polską, rozegranym w Kairze. W 1992 roku był członkiem kadry olimpijskiej na Igrzyska Olimpijskie w Barcelonie. W tym samym roku został powołany na Puchar Narodów Afryki 1992. Nie rozegrał na nim żadnego spotkania.
W 1996 roku Abou-Greishę powołano do kadry na Puchar Narodów Afryki 1996. Na tym turnieju wystąpił w jednym meczu grupowym, z Kamerunem (1:2). Od 1991 do 2001 rozegrał w kadrze narodowej 31 meczów i strzelił 2 gole.